# Кресберг
Кресберг (њем. Kreßberg) општина је у њемачкој савезној држави Баден-Виртемберг. Једно је од 30 општинских средишта округа Швебиш Хал. Према процјени из 2010. у општини је живјело 3.866 становника. Посједује регионалну шифру (AGS) 8127101.

## Географски и демографски подаци
Кресберг се налази у савезној држави Баден-Виртемберг у округу Швебиш Хал. Општина се налази на надморској висини од 470 метара. Површина општине износи 48,5 km². У самом мјесту је, према процјени из 2010. године, живјело 3.866 становника. Просјечна густина становништва износи 80 становника/km².